# Paulino Cubero
Paulino Cubero  (Granátula de Calatrava, Ciudad Real), es un letrista español. Es el autor de una versión de la letra del Himno Nacional de España, considerada no oficial. Esta versión fue seleccionada por el Comité Olímpico Español con la intención de que fuese utilizada en aquellas ocasiones donde la victoria de deportistas españoles conllevase la interpretación del himno durante la entrega de trofeos.
La letra se filtró el día 11 de enero de 2008 a la prensa, días antes de su presentación oficial, que debía haberse producido el 21 de enero. Dicha letra suscitó rechazo y polémica entre buena parte de la sociedad y clase política.
Una vez presentada, el COE tenía previsto recoger las firmas (al menos medio millón) que le permitiesen presentar una iniciativa legislativa popular ante el Parlamento para que fuera adoptada definitivamente como letra de la Marcha Real o de Granaderos, el Himno oficial de España, que carece de ella. El COE, sin embargo, decidió cancelar la presentación oficial y retirar la propuesta por «la controversia y el rechazo generados», sin especificar si volverá a presentar otra o renunciará a ello.

## Letra del Himno
¡Viva España!

Cantemos todos juntos

con distinta voz

y un solo corazón

¡Viva España!

desde los verdes valles

al inmenso mar,

un himno de hermandad

Ama a la Patria

pues sabe abrazar,

bajo su cielo azul,

pueblos en libertad

Gloria a los hijos

que a la Historia dan

justicia y grandeza

democracia y paz.